# Свети Спас (Рожден)
Вижте пояснителната страница за други значения на Свети Спас.
„Свето Възнесение Господне/Христово“ или „Свети Спас“ (на македонска литературна норма: „Свети Спас“) е възрожденска православна църква в тиквешкото село Рожден, южната част на Северна Македония.
Църквата е разположена в северозападния дял на селото, на едно възвишение. Изградена е в 1872 година на мястото на по-стар храм, а е изписана след две години в 1874 г. от известните български зографи Петър и син му Григор от село Тресонче. Това става ясно от надписа, който се намира над южната врата от вътрешната страна в църквата и гласи:
| „ | Из руку Петре и син его Глигур от Дебарска держава село Тресонче. И бист иереа папа Лазар Стоявих. Во славу светия едносущния животворящия и неразделимия троици оца и сина и святаго духа со повелением божием соградися сеи божествений храм Вознесение Христово во лето от Христа: 1872: исписася во лета: - 1874: и бист епитроп Стоян Костов, Йован Младен, Стоян Ристо, Янкула Ристо, Коле Пеио. Йован и Трайко Коле: Йован Марко, Боге Марко, Стоян Дано: Ристо Траян: Стоян Коле: Трайко Мицко Коле Стоян: Йован Тоде: Йован Трайко Дано Бино Горе Коле: Павле Косте Йован Митре: Коле Паско: Атанас Петко Горе Стоян: Коле Косте Петре Бино: Паско Богдан. | “ |

Над входа от южната страна отвън в нишата с фреската Възнесение Христово има надпис: „1874 обнови се храм от Дано Ристев син Стоян 1915“.
В 70-те години пада покривът и някои фрески пострадват. Част от тях са пренесени на платно, за да може да бъдат повторно върнати на мястото им.
Църквата е пред сриване.